# Odontopera fragilis
Odontopera fragilis är en fjärilsart som beskrevs av Butler 1882. Odontopera fragilis ingår i släktet Odontopera och familjen mätare. Inga underarter finns listade i Catalogue of Life.